# David Taguas
David Taguas Coejo (Madrid, 28 de noviembre de 1954-ibídem, 20 de febrero de 2014) fue un economista y profesor universitario español.

## Biografía
Técnico diplomado del Instituto Nacional de Estadística (1979), licenciado en Ciencias Económicas y Empresariales por la Universidad Autónoma de Madrid y doctor en Ciencias Económicas por la Universidad de Navarra, realizó estudios de posgrado en el Banco de España sobre Econometría y Series Temporales y Modelos Econométricos Dinámicos. Fue profesor de Macroeconomía en ICADE (1990-1997) y la Universidad de Navarra (2001-2004), y de Econometría en la Carlos III de Madrid (1997-1999), además de impartir estudios de doctorado y postgrado, como el Máster de Economía Aplicada de la Pompeu Fabra o el de Gestión Avanzada de Deusto. Ejerció como asesor de la Secretaría de Estado de Presupuestos y Gastos entre 1996 y 1997; en octubre de este último año pasó a ser subdirector del Servicio de Estudios del BBVA, puesto que ocupó hasta 2006. El 6 de noviembre de ese año fue designado director de la Oficina Económica del Presidente, José Luis Rodríguez Zapatero, con rango de Secretario de Estado, en sustitución de Miguel Sebastián. Apenas año y medio después, en mayo de 2008, se anunciaba su polémico nombramiento como presidente de Seopan (Sociedad de Empresas de Obras Públicas de Ámbito Nacional), el lobby de las grandes empresas constructoras.